# Verfassung der Republik Arzach
Die Verfassung Arzachs wurde in der international nicht anerkannten Republik Arzach, deren Territorium völkerrechtlich zu Aserbaidschan gehört, durch eine landesweite Volksabstimmung am 10. Dezember 2006 angenommen. 90.077 Wähler nahmen am Volksentscheid teil, davon stimmten 77.279 oder 85,79 % für und 0,61 % gegen das Hauptgesetz. Mit einem weiteren Referendum am 20. Februar 2017 wurde eine Verfassungsänderung durchgeführt. Diese führte an Stelle des bisherigen semi-präsidentiellen ein voll präsidentielles System ein. Der amtliche Name wurde von „Republik Bergkarabach“ in „Republik Arzach“ geändert.
Diese Verfassung definiert die Republik Arzach als einen unabhängigen, demokratischen Staat, der auf sozialer Gerechtigkeit und dem Rechtsstaat basiert. Stepanakert ist Hauptstadt der Republik. Die Gewalt geht vom Volke aus, das sie direkt durch Wahl der Regierungsvertreter ausübt. Bestimmungen, die sich auf Veränderungen des Verfassungsstatus oder auf Änderung der Grenzen beziehen, werden einem Referendum unterzogen.

## Struktur
Die Verfassung von 2006 hat eine Präambel und 142 Artikel.
| No. des Kapitels | Kapitelname                                                            | Artikel |
| ---------------- | ---------------------------------------------------------------------- | ------- |
| 1                | Die Stiftungen der Verfassungsordnung                                  | 1–16    |
| 2                | Grundlegende Menschen- und Bürgerrechte sowie Freiheiten und Pflichten | 17–60   |
| 3                | Der Präsident der Republik                                             | 61–75   |
| 4                | Die Nationalversammlung                                                | 76–98   |
| 5                | Die Regierung                                                          | 99–107  |
| 6                | Justizvollmachten                                                      | 108–116 |
| 7                | Rechtsverfolgung                                                       | 117–118 |
| 8                | Der Verteidiger der Menschenrechte                                     | 119–120 |
| 9                | Die Übersichtskammer                                                   | 121–122 |
| 10               | Lokale Selbstverwaltung                                                | 123–132 |
| 11               | Annahme der Verfassung, Änderungen und Volksentscheid                  | 133–136 |
| 12               | Endgültige und Übergangsbestimmungen                                   | 137–142 |